# 송등 (전한)
송등(宋登, ? ~ 기원전 25년)은 전한 말기의 관료로, 제군 사람이다.

## 생애
하평 2년(기원전 27년), 초상에서 경조윤으로 승진하였다.
치적이 좋지 않아 2년 후 동래도위로 좌천되었는데, 임지로 떠나기 전에 기밀을 누설한 것이 발각되어 하옥되었고, 스스로 목숨을 끊었다.

## 출전
- 반고, 《한서》
  - 권19하 백관공경표 下
  - 권76 조윤한장양왕전

| 전임 왕존 | 전한의 경조윤 기원전 27년 ~ 기원전 25년 | 후임 왕장 |